# Дивізіон Сагар
Дивізіон Сагар є адміністративною одиницею штату Мадх'я Прадеш. Місто Сагар відповідно — адміністративним центром дивізіону. Станом на 2010 в дивізіон входять наступні округи: Чхатарпур, Дамох, Панна, Сагар, Тікамгарх .
23°50′ пн. ш. 78°43′ сх. д. / 23.83° пн. ш. 78.71° сх. д.

## Округи
| Округ     | Адмінцентр | Площа км² | Населення (Перепис: 2001) | Густота чол/км² |
| --------- | ---------- | --------- | ------------------------- | --------------- |
| Чхатарпур | Чхатарпур  | 8.687     | 1.474.633                 | 170             |
| Дамох     | Дамох      | 7.306     | 1.081.909                 | 148             |
| Панна     | Панна      | 7.135     | 854.235                   | 120             |
| Сагар     | Сагар      | 10.252    | 2.021.783                 | 197             |
| Тікамгарх | Тікамгарх  | 5.055     | 1.203.160                 | 238             |
| Загалом   | .          | 38.435    | 6.635.720                 | 173             |

| Індія | Це незавершена стаття з географії Індії. Ви можете допомогти проєкту, виправивши або дописавши її. |